# Starling Yendis
Starling Luis Yendis Gómez (Barcelona, Anzoátegui, Venezuela, 7 de marzo de 1999) es un futbolista venezolano que juega como centrocampista en el Dynamo Puerto de la Segunda División de Venezuela.

## Trayectoria
El inicio de su carrera futbolística inicio en la Academia de Puerto Cabello.

### ACD Lara
Para el 2016, empezó en la categoría Sub-20 del torneo clausura de 2016 con el ACD Lara, donde tuvo poca actuación y un año después fue en traspasado al Deportivo Anzoategui.

### Newell’s Old Boys
Estuvo participado como reserva en el equipo argentino y en ocasiones entrenaba con el equipo principal.

### Monagas Sport Club
En diciembre de 2018, el Monagas Sport Club anunció la incorporación de Starling como refuerzo para la Temporada 2019.

### Selección nacional de Venezuela
Starling participó en 2015 con la selección nacional de Venezuela, en el Sudamericano Sub-17.

### Estadísticas
- Última actualización el 2 de diciembre de 2017.